# Chiara (voornaam)

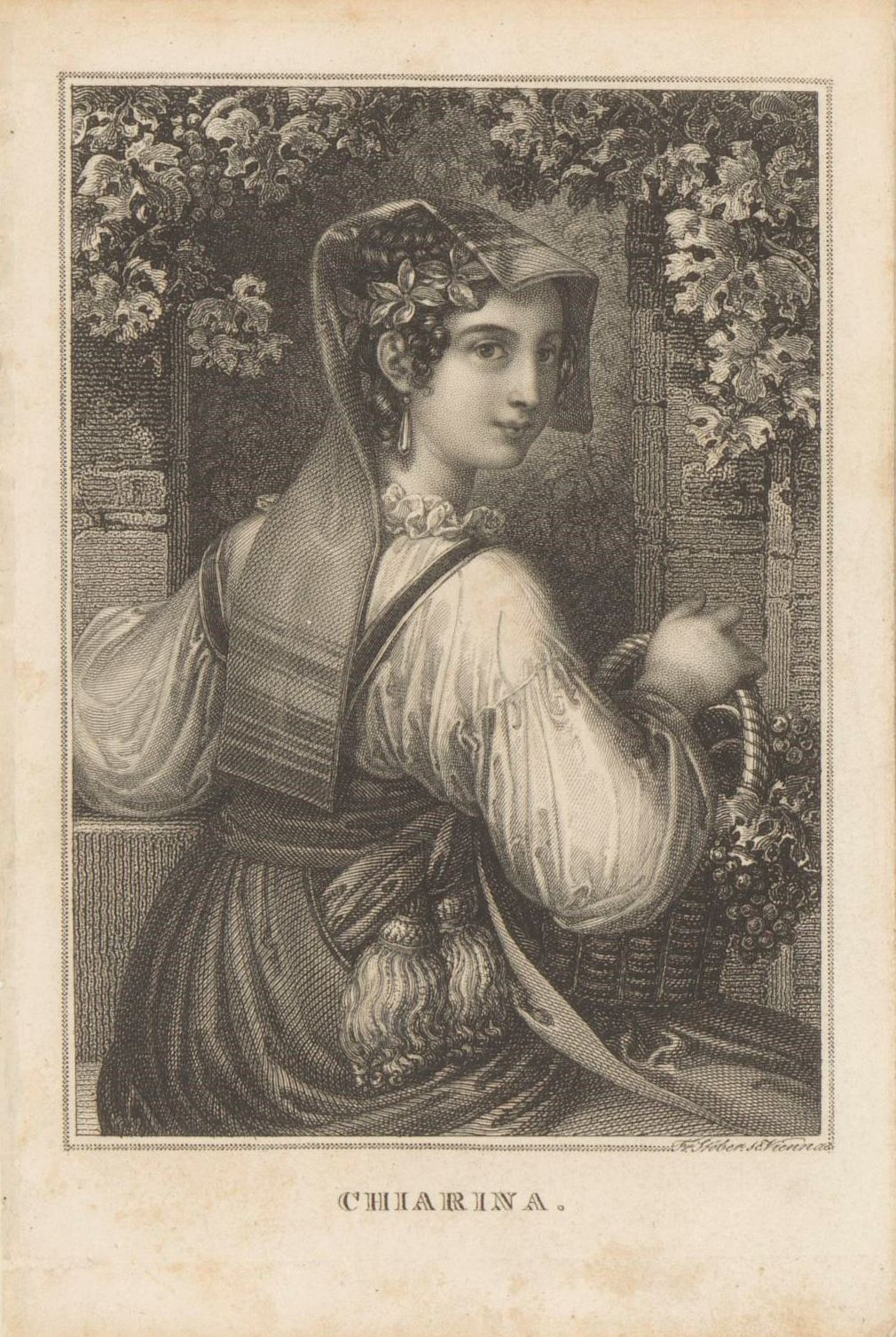
Chiarina

Chiara is een Italiaanse meisjesnaam en betekent helder of heldere. Chiara is de Italiaanse vorm van het Latijnse Clara, waarvan de heilige Clara van Assisi een bekende naamdraagster is.
Volgens het Meertens Instituut groeide de populariteit van Chiara vanaf halverwege jaren 90, om na 2001 weer te dalen.
Andere varianten op de naam Chiara, zijn bijvoorbeeld Kiara, Klara, Chiarina, Clarinda en Claire.